# Сайид Хизр-хан
Саид Хизр-Хан ибн Малик Сулейман (? — 20 мая 1421 года) — султан Делийского султаната (1414—1421), основатель династии Сайидов, правящей династии Делийского султаната в Северной Индии.
Хизр-хан был наместником Мултана в Пенджабе при делийском султане Фирузе Шахе из династии Туглакидов и был известен как способный администратор. Он не принял никакого титула из-за страха перед Тамерланом. Во время его правления монеты продолжали чеканить от имени предыдущих правителей из династии Туглакидов. После его смерти 20 мая 1421 года ему наследовал его сын Мубарак-хан, который принял титул Муиз-уд-Дин Мубарак-Шах.

## Происхождение и ранняя жизнь
Индийский летописец Яхья Сирхинди упоминает в своей книге «Тахрир-и-Мубарак Шахи», что Хизр-хан был потомком пророка Мухаммеда, но его заключение основывалось только на свидетельстве святого Сеида Джалал-уд-Дина Бухари из Уч-Шарифа. Малик Мардан Даулат, правитель Мултана, усыновил отца Хизр-Хана, Малика Сулеймана. Малик Сулейман сменил на посту губернатора Малика Шейха, сына Малика Мардана. После его смерти Фируз Шах Туглак назначил Хизр-хана наместником Мултана. Но в 1395 году он был изгнан из Мултана Саранг-Ханом, братом Маллу Икбал-Хана. Он бежал в Меват, а позднее перебрался ко двору среднеазиатского завоевателя Тамерлана. Хизр-хан оказал помощь Тамерлану во время его военного похода на Делийский султанат в 1398-1399 годах. Считается, что перед возвращением из Индии Тамерлан назначил Хизр-хана своим наместником в Дели, хотя он фактически управлял только Мултаном, Дипалпуром и частью Синда. Вскоре он начал свой поход и победил Маллу Икбал-хана. После победы над Даулат-ханом Лоди, Хизр-хан победоносно вступил в Дели 28 мая 1414 года.

## Правление
После восшествия на престол Хизр-Хан назначил своим вазиром Малик-ус-Шарк Туфа, которому был присвоен титул Тадж-уль-Мульк, и он оставался на своем посту до 1421 года. В 1414 году армия во главе с Тадж-уль-Мульком была послана для подавления восстания Хара Сингха, Раджи Катехара. Раджа бежал в леса, но в конце концов был вынужден сдаться и согласиться платить дань в будущем. В 1417 году Хизр-хан получил разрешение от Шахруха иметь свое собственное имя, также приставленное к имени Шахруха. В 1418 году Хар Сингх снова восстал, но был полностью побежден Тадж-уль-Мульком.
20 мая 1421 года Хидр-хан скончался, ему наследовал его сын Сайид Мубарак-шах (1421—1434).